# Vokány
Vokány (németül: Wakan) község Baranya vármegyében, a Siklósi járásban.

## Fekvése
Siklóstól kissé északkeletre fekszik, a Villányi-hegység északi lejtője alatt. A szomszédos települések: észak felől Kisherend, északkelet felől Újpetre, délkelet felől Palkonya, dél felől Nagytótfalu, délnyugat felől Siklós (Máriagyűd), nyugat felől Kistótfalu, északnyugat felől pedig Áta és Szőkéd.

### Megközelítése
Közúton Pécs és Siklós felől egyaránt az 5711-es úton  közelíthető meg. Kistótfaluval az 57 114-es számú mellékút köti össze. 
A hazai vasútvonalak közül a települést a Pécs–Mohács-vasútvonal érinti, melynek egy megállási pontja van itt, Vokány megállóhely, a belterület déli szélén; busszal a Siklósra közlekedő járatok révén érhető el.

## Története
Vokány helyén már az Árpád-korban a Trinitás bencés apátság állt, melyet az oklevelek már 1183-ban említettek, s az apátsághoz a 14. században már Szenttrinitás falu is kapcsolódott. A török időkben az apátság szerzetesei a török elől a közeli Siklósra menekültek, s onnan többé az apátságba nem tértek vissza. Az apátság helyén később új falu létesült, a 18. században. Lakosai először szerbek voltak, akiknek helyére később német nemzetiségű telepesek érkeztek. A lakosság jellemző foglalkozása a szőlőművelés.

## Közélete

### Polgármesterei
- 1990–1994: Konstanczer Antal (független)[4]
- 1994–1998: Éva László (független)[5]
- 1998–2002: Éva László (független)[6]
- 2002–2006: Éva László (független)[7]
- 2006–2010: Mester Mihályné (független)[8]
- 2010–2014: Mester Mihályné (független)[9]
- 2014–2019: Mester Mihályné (független)[10]
- 2019–2024: Mester Mihályné (független)[11]
- 2024– : Mester Mihályné (független)[1]

## Népesség
A település népességének változása:
| Lakosok száma | 875  | 858  | 854  | 817  | 857  | 783  | 791  | 794  |
|               | 2013 | 2014 | 2015 | 2019 | 2021 | 2022 | 2023 | 2024 |

A 2011-es népszámlálás során a lakosok 90,4%-a magyarnak, 6,6% cigánynak, 0,7% horvátnak, 12,3% németnek, 0,4% szerbnek mondta magát (8,9% nem nyilatkozott; a kettős identitások miatt a végösszeg nagyobb lehet 100%-nál). A vallási megoszlás a következő volt: római katolikus 55,7%, református 16,6%, evangélikus 0,6%, görögkatolikus 0,6%, felekezeten kívüli 12,3% (13,6% nem nyilatkozott).
2022-ben a lakosság 89%-a vallotta magát magyarnak, 10,1% németnek, 2,6% cigánynak, 0,4% horvátnak, 0,3% ukránnak, 0,1-0,1% lengyelnek, szlováknak és románnak, 1,3% egyéb, nem hazai nemzetiségűnek (10,6% nem nyilatkozott; a kettős identitások miatt a végösszeg nagyobb lehet 100%-nál). Vallásuk szerint 37,5% volt római katolikus, 10,6% református, 0,5% evangélikus, 0,4% görög katolikus, 0,3% egyéb keresztény, 1,8% egyéb katolikus, 12,5% felekezeten kívüli (36,1% nem válaszolt).

## Nevezetességei
- Keresztúri kolostor - A Vokánytól Siklós felé vezető műút éles kanyarja fölött állt egykor a Keresztúri (Kereszt úr) szerzetesház, az innen a „Kereszt úr dűlőn” át vitt az út egykori keresztúri kolostorhoz, melynek helyét ma erdő borítja.

## Érdekességek
A település nevét a helyi lakosok feltehetőleg a magyar rövid o ejtésénél hosszabb ó hanggal ejtik, mert több forrásban Vókány alakban jelenik meg a falunév. Így említi például a Katolikus lexikon , a Sulinet.hu örökségtára , Vókány SC néven szerepel a község sportklubja a Magyar Labdarúgó Szövetség adatbázisában , és ezt a nevet használja Bayer Zsolt is egy novellája címében (Vókánytól Solymárig - ádvent idején, ).